# Tennessee's Pardner
Tennessee's Pardner è un film muto del 1916 diretto da George Melford.
Di genere western, la sceneggiatura si basa sul racconto omonimo di Bret Harte pubblicato nell'ottobre 1869 su The Overland Monthly. La storia, adattata anche per il palcoscenico da Scott Marble, andò in scena a Broadway il 10 settembre 1894.

## Trama
Abbandonata da sua madre, fuggita con l'amante, la piccola Tennessee resta anche orfana del padre Bill quando questi muore, ucciso da Romaine, il suo rivale. L'ultimo desiderio che esprime Bill, prima di morire, è quello di affidare la bambina all'amico Jack Hunter il quale promette di prendersene cura, diventandone il tutore. Jack mette in convento Tennessee, dove la ragazza continuerà i suoi studi per quindici anni. Jack, diventato ricco dopo aver fatto fortuna nel Nord-Ovest, chiama a sé Tennessee. La ragazza si mette in viaggio attraversando il paese in diligenza per incontrare Jack, che lei pensa essere suo padre. Ma incontra Romaine che, nel frattempo, è diventato un famoso bandito. Incapricciato di Tennessee, l'uomo vuole sposarla e chiede aiuto a Kate, la sua amante, chiedendole di fingersi sua sorella. Kate, quando incontra la giovane, non riconosce in lei la figlioletta abbandonata da bambina. Invece, Jack riconosce sia lei che Romaine e fa arrestare il bandito. L'uomo, però, riesce a fuggire, portandosi dietro Tennessee. Una squadra di inseguitori lo cattura: quando Tennessee apprende la verità su Romaine, si riconcilia con la madre e inizia una relazione con Jack.

## Produzione
Il film fu prodotto dalla Jesse L. Lasky Feature Play Company.

## Distribuzione
Il copyright del film, richiesto dalla Jesse L. Lasky Feature Play Co., Inc., fu registrato il 24 gennaio 1916 con il numero LU7489.
Distribuito dalla Paramount Pictures, il film uscì nelle sale statunitensi dopo essere stato presentato in prima a New York il 6 febbraio 1916. In Francia, fu ribattezzato con il titolo La Petite Tennessie.
Copie della pellicola si trovano conservate a Washington negli archivi della Library of Congress.

### Differenti versioni
Tennessee's Pardner di Bret Harte fu portato varie volte sullo schermo:
- Tennessee's Pardner, regia di George Melford (1916)
- The Flaming Forties, regia di Tom Forman (1924)
- The Golden Princess, regia di Clarence G. Badger (1925)
- La jungla dei temerari (Tennessee's Partner), regia di Allan Dwan (1955)